# Abrothrix hershkovitzi
Abrothrix hershkovitzi é uma espécie de roedor da família Cricetidae.
Apenas pode ser encontrada no Chile.